# Jacques Mouilleron
Pour les articles homonymes, voir Mouilleron.
Jacques Mouilleron est un ancien joueur et entraîneur de football français, né le 7 juillet 1940 au Bois-Plage en Ré et mort le 12 mai 2023 à La Rochelle.

## Carrière
Jacques Mouilleron se révèle au Limoges Football Club au début des années 1960. Capable d'évoluer en défense ou au milieu, il est recruté en 1964 par le SCO Angers, où il reste sept saisons, dont six en première division et avec lequel il remporte le championnat de deuxième division en 1969. De 1971 à 1973, il dispute deux dernières saisons de D1 au Red Star 93.
En 1973, il signe au Stade Malherbe Caen, en troisième division. En novembre de la même année, à 33 ans, il devient entraîneur-joueur du club caennais, en remplacement d'Émile Rummelhardt. Un an et demi plus tard, le club est champion de troisième division et obtient sa promotion en D2. Trois saisons plus tard, le Stade Malherbe est relégué. Jacques Mouilleron quitte son poste en 1979.